# Liang Hong
En una onomàstica xinesa Liang es el cognom i Hong el prenom.
Liang Hong (xinès simplificat:梁鸿) (Liangzhuang 1973 -) Professora, escriptora i acadèmica xinesa. Durant els últims anys, s'ha consolidat com la cronista preeminent de la vida rural xinesa contemporània.

## Biografia
Liang Hong va  néixer l'any 1973 a Liangzhuang, província de Henan (Xina). Aquesta regió xinesa era tradicionalment una terra de migració,essencialment agrícola, per tant considerada subdesenvolupada i endarrerida a la Xina d'obertura i reformes. Liang ha  convertit aquesta problemàtica en el seu tema principal de recerca, i també és el marc i la principal inspiració de les seves històries.
Liang va estudiar literatura xinesa, primer a l'escola normal del districte de Deng (邓县师范学校), prop de Liangzhuang. Després d'això va ser mestra durant un temps a l'escola primària d'aquesta població. El 1997, als vint anys, va ingressar a la universitat a Zhengzhou (郑州大学), la capital de la província. L'any 2000 va anar a Pequín per fer el doctorat en literatura xinesa contemporània i, des d'allà, el 2003, es va traslladar a la Universitat Popular (Renmin daxue 人民大学) per a un curs postdoctoral. El 2013 va estar sis mesos coma a resident a la Universitat Duke, als Estats Units.
Liang, es professora de literatura xinesa a la  Universitat Renmin de Pequín.

#### Carrera literària
El desembre de 2015, va publicar una col·lecció de dotze històries de destins singulars, però entrecreuats, de personatges al voltant del poble de Wuzhen (吴镇), formant "La Sagrada Família" (神圣家族). Les històries dibuixen patrons de vida, com els paisatges humans, la lògica del desenvolupament j revelant un conjunt de paradoxes i contradiccions.
L'octubre de 2017, va publicar la seva primera novel·la, "La llum irradiada per Liang Guangzheng" (梁光正的光), on s'albira la imatge del seu propi pare, mort poc abans, que l'havia acompanyat i ajudat en les seves recerques. Amb relació a la seva darrera novel·la, "Four Forms", escrita el 2021, Liang , en una entrevista va manifestar: " està escrit des d'una perspectiva interior i explica la història de tres esperits del més enllà que tornen al món humà. El meu objectiu era escriure sobre els problemes de la nostra vida contemporània, de la nostra civilització, per esbrinar què ha anat malament i què està passant. Així que estic descrivint un estat de desordre. El que anomenem el desordre de la civilització és, de fet, un anhel dins de l'esperit humà que o no es realitza o es realitza de manera distorsionada. I així és com es veu sovint la vida contemporània, perquè malgrat els nostres avenços científics, l'esperit interior de la gent continua sense complir-se. Així que sempre passen coses inesperades que semblen no tenir cap sentit, i ens fan pensar “en què estic vivint? Com pot estar passant això?".
El director de cinema Jia Zhangke, el 2021 va produir un documental sobre el tema dels escriptors que provenen de pobles rurals. Liang va ser un dels autors que va triar i va rodar algunes de les imatges al poble de Liang. En anglès, el documental es va traduir com  “Swimming Out Till the Sea Turns Blue".
L'escriptor Yan Lianke, conegut pes seus treballs sobre la vida rural, ha manifestat que els dos llibres de Liang estan "rescatant la no-ficció del país", "gràcies als llibres de Liang, tenim un vincle directe amb la realitat". El país té 250 milions de treballadors migrants i comparteixen els mateixos problemes, esperances i vides doloroses que els habitants de Liang, diu l'autor.
El 16 de desembre de 2021, Liang Hong va ser escollida com a membre del 10è Comitè Nacional de l'Associació d'Escriptors Xinesos.

#### Trajectòria acadèmica
Com a professora ha impartit cursos sobre Història general de la literatura,i Història de la literatura xinesa moderna i contemporània. Ha fet un gran nombre de treballs de recerca sobre literatura xinesa i especialment  sobre la relació entre la literatura rural i la Xina rural.
Després de viure vint anys a Pequín, l'any 2008, va tornar a Liangzhuang, va entrevistar el seu pare i alguns ancians, després, durant cinc mesos, va dur a terme una investigació real sobre la vida local, les relacions entre les famílies i el destí dels joves que van marxar a la ciutat. Com a resultat d'aquesta investigació entre sociològica i antropològica, el 2010, va editar el seu llibre (中国在梁庄), publicat en anglès com a China in One Village,. Va vendre més d'un quart de milió d'exemplars a la Xina i va obtenir diversosde premis literaris. Explicava les experiències de Liang quan tornava de Pequín al poble de la seva infància a la província de Henan sense litoral i tradicionalment agrícola; era un retrat desolador d'un camp ja traumatitzat que ara patia la indignitat de ser oblidat en la recerca de la Xina del desenvolupament urbà. Per completar la seva imatge de Liangzhuang, va investigar els que van marxar, per esbrinar on van anar i què va ser d'ells. Això va donar lloc a "Sortits de Liangzhuang" (出梁庄记) publicat l'abril de 2013, on dibuixa el retrat d'una cinquantena de persones que van marxar a treballar a la ciutat. Explica com molts habitants de Liang han deixat les seves terres per convertir-se en treballadors de fàbriques, mecànics,  guàrdies de seguretat o conductors de cotxes a les ciutats. Alguns s'han traslladat a la part més occidental de la regió autònoma uigur de Xinjiang, altres es troben al sud de la província de Guangdong, alguns a Mongòlia Interior, mentre que altres han viatjat fins a Espanya.
Dos anys més tard, el 2015, Liang  va tornar amb una col·lecció d'assajos, on ofereix una reflexió personal nascuda del seu treball anterior sobre Liangzhuang i la ciutat: "History and Me" (历史与我的瞬间). La reflexió s'estructura al voltant de la idea d'existències compartides entre sortides i retorns, i el paper de la literatura en aquest procés històric. El llibre consta de tres parts: "Torna i marxa" ("归来与离去"), "Literatura en llibertat a l'arbre" ("文学在树上的自由") i "Les vicissituds que vam experimentar" ("我们曾历经的沧桑”).

## Obres destacades

#### No Ficció
| Any  | Títol xinès | Títol anglès               |
| ---- | ----------- | -------------------------- |
| 2010 | 中国在梁庄  | China in One Village       |
| 2013 | 出梁庄记    | Leaving Liang Village      |
| 2021 | 梁庄十年    | Liang Village Ten Years On |

#### Ficció
| Any  | Títol xinès | Títol anglès                  |
| ---- | ----------- | ----------------------------- |
| 2015 | 神圣家族    | The Holy Family               |
| 2017 | 梁光正的光  | The Light of Liang Guangzheng |
| 2021 |             | Four Forms                    |